# Stephanie Talbot
Stephanie Talbot (Katherine, 15 giugno 1994) è una cestista australiana.

## Carriera
È stata selezionata dalle Phoenix Mercury al terzo giro del Draft WNBA 2014 con la 33ª chiamata assoluta.
Con l'Australia ha disputato due edizioni dei Giochi olimpici (Rio de Janeiro 2016, Tokyo 2020), due Campionati mondiali (2018, 2022), i Campionati oceaniani del 2015 e i Campionati asiatici del 2019.